# André Caio
André Filipe Alves Martins Caio (sinh ngày 23 tháng 2 năm 1994 ở Castelo Branco) là một cầu thủ bóng đá người Bồ Đào Nha thi đấu cho Sport Benfica e Castelo Branco ở vị trí thủ môn.